# No Cav

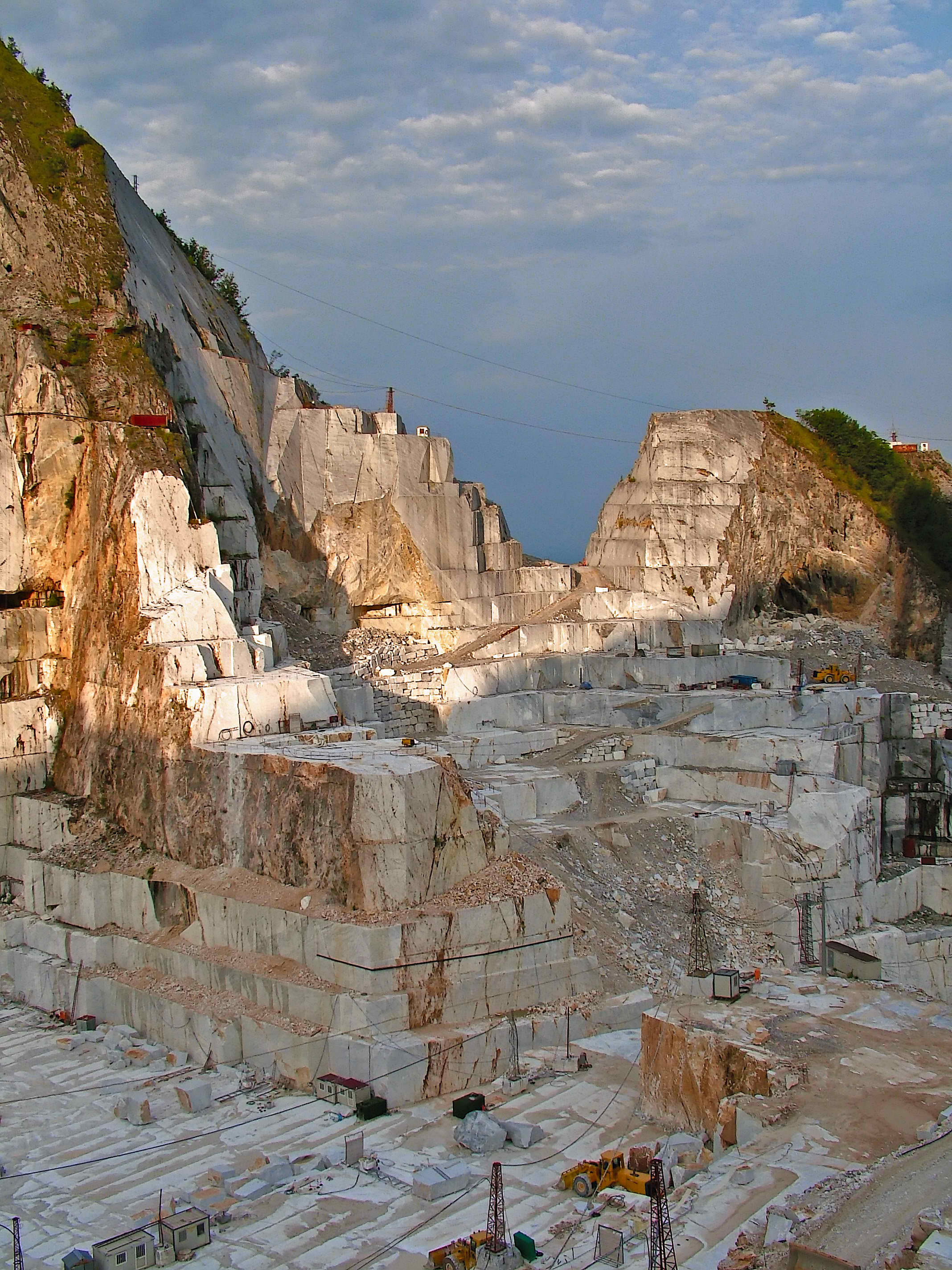
Cava di Gioia (Carrara) i la modificació irreversible relacionada de la forma del cim

No Cav és un terme periodístic utilitzat per indicar un gran moviment de protesta italià sorgit a segle XXI i format per associacions i grups de ciutadans units per les crítiques a les pedreres de marbre de Carrara als Alps Apuans.

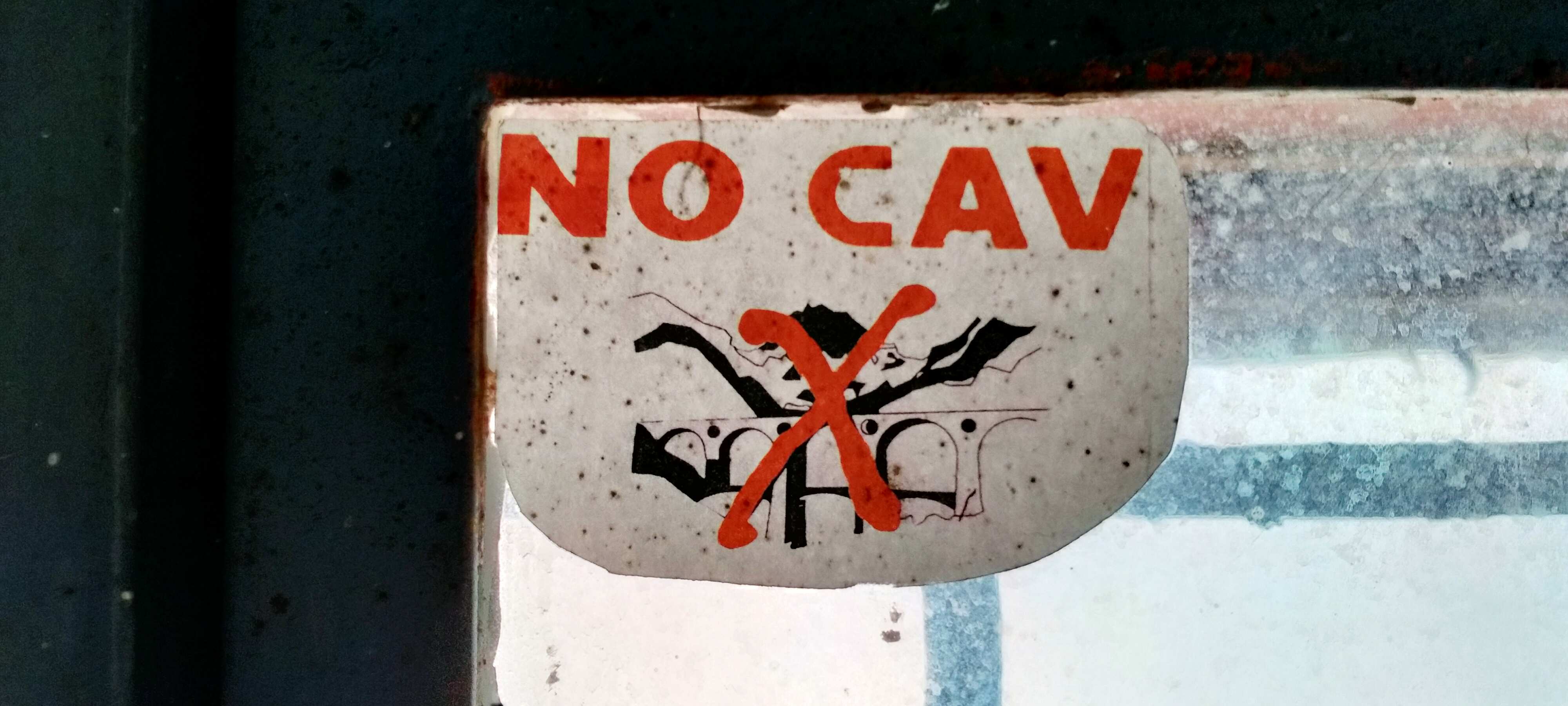
Adhesiu No Cav al bivac d'Aronte (Passo della Focolaccia, Alps Apuans)

El terme "No Cav", abreviatura de "No Cave" ("No a les pedreres", en llengua italiana) va ser utilitzat per primera vegada en un article del diari Il Tirreno l'any 2014 per definir els activistes que havien participat en una manifestació del comitè Salviamo le Apuane.
El símbol No Cav consisteix en una representació estilitzada en blanc i negre del viaducte de Vara del Ferrocarril Privat de Carrara travessat per una gran X vermella, a sobre de la qual les paraules "NO CAV" també vermelles, tot sobre fons blanc.
Aquesta pancarta, el disseny gràfic del qual recorda el del moviment No TAV, va aparèixer només l'any 2020, durant un acte organitzat per l'ecologista Gianluca Briccolani, que l'any següent, juntament amb Claudio Grandi i altres, hauria fundat l'associació Apuane Libere.
Aquest símbol i la definició de "No Cav" no són utilitzats ni acceptats per tots els grups del moviment i molts prefereixen definir-se amb termes més precisos.